# Concierto para trompa n.º 4 (Mozart)

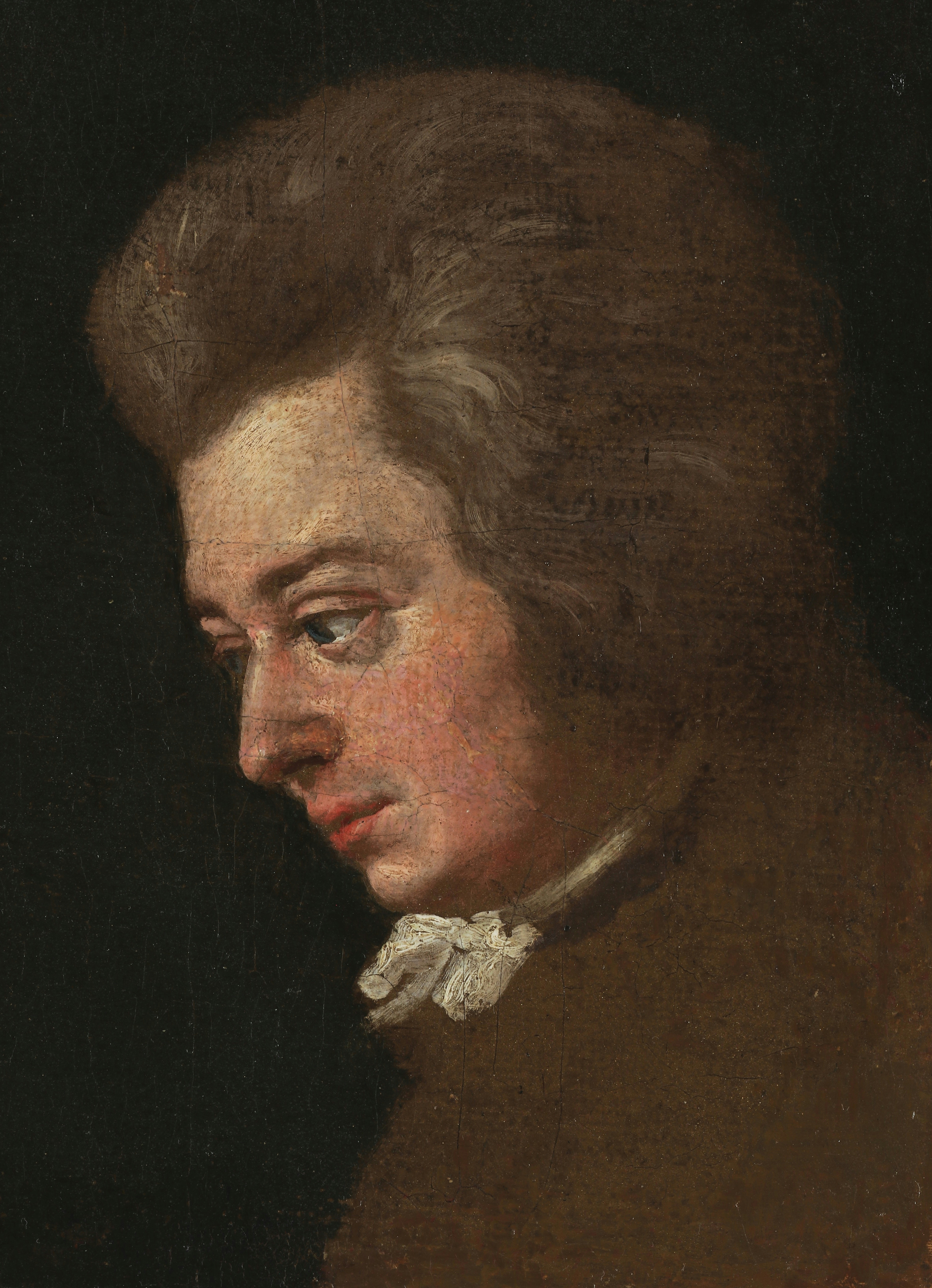
Cuadro que muestra al compositor con 26 años. Fue pintado por Joseph Lange

El Concierto para trompa n.º 4 en mi bemol mayor, K. 495, de Wolfgang Amadeus Mozart fue completado en 1786. 

## Particularidades de la pieza
El manuscrito, escrito en tinta roja, verde, azul y negra, fue antes considerado un intento jocoso de hacer vibrar al destinatario de la composición, el trompa y amigo de Mozart Joseph Leutgeb. Sin embargo, recientemente se ha sugerido que la partitura multicolor podía ser también un tipo de "código de verdes".
El último movimiento es un ejemplo "bastante obvio" del tópico de la caza, "en el que la construcción interválica, caracterizada por las prominentes triadas de tónica y dominante en la melodía principal, era un poco dictada por la capacidad del trompa, y de esta manera estaba más estrechamente relacionado con las características 'puras' del 'chassé' como una aire de caza inicial."
Este concierto es uno de los dos conciertos para trompa de Mozart que presenta trompas de ripieno (trompas incluidas en la orquesta aparte de los solistas), aunque al contrario que en el KV 417, la trompa sola si duplica en este concierto la primera parte de ripieno de las trompas en los pasajes de tutti.

## Estructura
Consta de tres movimientos:
- I. Allegro moderato.
- II. Romanze (Andante).
- III. Rondó (Allegro vivace) 6/8[4]

## Discografía
Dada su duración (no más de 20 minutos), el Concierto se agrupa habitualmente con los otros tres conciertos para el instrumento. La versión más importante es la de Dennis Brain (noviembre de 1953), registrada para la casa EMI con la Orquesta Philharmonia de Londres, bajo la dirección de Herbert von Karajan.
En 1963, Flanders and Swann puso letra al movimiento de Rondó del concierto para su canción "Ill Wind", del álbum At the Drop of Another Hat.